# Bjergenes fange
Bjergenes fange (russisk: Кавказский пленник) er en russisk-kasakhisk spillefilm fra 1996 instrueret af Sergej Bodrov.

## Medvirkende
- Oleg Mensjikov – Sasja
- Sergej Bodrov – Ivan Zjilin
- Dzhemal Sikharulidze – Abdul-Murat
- Susanna Mekhralieva – Dina
- Aleksandr Burejev – Hasan